# Kościół św. Katarzyny Aleksandryjskiej w Kudowie-Zdroju
Kościół świętej Katarzyny Aleksandryjskiej – rzymskokatolicki kościół parafialny należący do dekanatu Kudowa-Zdrój diecezji świdnickiej. Znajduje się w dzielnicy Kudowy-Zdroju – Zakrzu.

## Historia
Murowana świątynia została wzniesiona w 1679 roku, natomiast w 1725 roku została wybudowana dzwonnica. W 1420 roku w czasie najazdu, czescy husyci kościół spalili, a ludność częściowo wymordowali, reszta uciekła i parafia wygasła. Około 1470 roku wybudowano nowy, też drewniany kościół, a znalezioną - z poprzedniego kościoła - figurę św. Katarzyny Aleksandryjskiej umieszczono w ołtarzu głównym. W latach 1982–1983 świątynia została rozbudowana, ponieważ okazała się za mała dla potrzeb parafii, kościół został wtedy powiększony i połączony ze wspomnianą wyżej dzwonnicą. W ten sposób powierzchnia użytkowa świątyni zwiększyła się niemal dwukrotnie. W 2003 roku został przeprowadzony remont świątyni: zainstalowano ogrzewanie elektryczne oraz wykonano remont całej budowli. Przez ostatnie lata zostało wykonanych wiele odnowień i renowacji; np. została położona kostka brukowa wokół świątyni, została zmieniona blacha na dachu kościoła, a także wiele innych prac. 

## Architektura
Kościół jest jednonawowy i posiada barokowy wystrój. Został zbudowany bez określonego stylu. Na szczycie ołtarza głównego jest umieszczona mała figurka św. Katarzyny Aleksandryjskiej wykonana przez ludowego rzeźbiarza. Nie można ustalić, kiedy została wykonana, ale na pewno liczy wiele setek lat. Na sklepieniu prezbiterium, w centralnej części, jest umieszczony obraz Chrystusa Króla, po lewej stronie obraz św. Katarzyny Aleksandryjskiej, po prawej obraz św. Wojciecha. Na sklepieniu, w nawie świątyni, znajduje się sześć obrazów przedstawiających sceny z ewangelii. Obrazy te zostały wykonane przez malarza Zbigniewa Mila w 1997 roku. Dookoła kościoła znajduje się 14 obrazów Drogi Krzyżowej. Z lewej i prawej strony ołtarza znajdują się figury św. Piotra z kluczami do nieba i św. Pawła z mieczem.

## Organy
Organy zbudowała firma Schlag & Söhne ze Świdnicy, albo firma Lux z Lądka. W okresie powojennym wymieniono stół gry na nowy, firmy Biernackich.
Dyspozycja instrumentu:
| Manuał I           | Manuał II     | Pedał         |
| ------------------ | ------------- | ------------- |
| 1. Pryncypał 8'    | 1. Salicet 8' | 1. Subbas 16' |
| 2. Gamba 8'        | 2. Bourdon 8' | 2. Czello 8'  |
| 3. Koncert flet 8' | 3. Flet 4'    |               |
| 4. Oktawa 4'       |               |               |
| 5. Mixtura 3 x     |               |               |